# GD Estoril Praia
A Grupo Desportivo Estoril Praia labdarúgócsapat Estorilban, Portugáliában, jelenleg a portugál labdarúgó-bajnokság élvonalában szerepel. 
Hazai mérkőzéseiket a 8015 fő befogadására alkalmas Estádio António Coimbra da Motaban játsszák.

## Története
A klubot 1939-ben alapították.

## Sikerei
- Portugál kupa
  - 2. hely (1): 1943–44
- Portugál másodosztály
  - 1. hely (3): 2003–04, 2011–12, 2020–21

## Európai kupákban való szereplés
| Szezon  | Bajnokság   | Forduló    | Ország        | Klub               | Eredmény |
| ------- | ----------- | ---------- | ------------- | ------------------ | -------- |
| 2013–14 | Európa-liga | 3R         | Izrael        | Hapoel Ramat Gan   | 0-0, 1-0 |
|         |             | PO         | Ausztria      | FC Pasching        | 2-0, 2-1 |
|         |             | Csoportkör | Spanyolország | Sevilla FC         | 1-2, 1-1 |
|         |             |            | Csehország    | FC Slovan Liberec  | 1-2, 1-2 |
|         |             |            | Németország   | SC Freiburg        | 0-0, 1-1 |
| 2014–15 | Európa-liga | Csoportkör | Hollandia     | PSV Eindhoven      | 3-3, 0-1 |
|         |             |            | Görögország   | Panathinaikósz     | 2-0, 1-1 |
|         |             |            | Oroszország   | FK Gyinamo Moszkva | 1-2, 0-1 |

## Jelenlegi keret
2022. február 4. állapotoknak megfelelően.
| #  |     | Poszt | Név                |
| -- | --- | ----- | ------------------ |
| 2  | ESP | V     | Carles Soria       |
| 3  | POR | V     | Bernardo Vital     |
| 4  | BRA | V     | Lucas Áfrico       |
| 5  | BRA | V     | Volnei             |
| 6  | POR | KP    | Francisco Geraldes |
| 8  | POR | KP    | Rodrigo Valente    |
| 9  | BRA | CS    | André Clóvis       |
| 10 | POR | KP    | André Franco       |
| 11 | BRA | CS    | Arthur Gomes       |
| 12 | BRA | K     | Thiago             |
| 14 | SEN | V     | Racine Coly        |
| 17 | POR | CS    | Rui Fonte          |
| 18 | COL | CS    | Leonardo Acevedo   |
| 19 | POR | KP    | Afonso Valente     |
| 20 | POR | KP    | Bruno Lourenço     |

| #  |     | Poszt | Név              |
| -- | --- | ----- | ---------------- |
| 21 | POR | KP    | João Gamboa      |
| 22 | POR | V     | David Bruno      |
| 23 | ESP | CS    | Jordi Mboula     |
| 26 | JPN | CS    | Ryotaro Meshino  |
| 28 | VEN | V     | Nahuel Ferraresi |
| 31 | POR | V     | Joãozinho        |
| 32 | FRA | KP    | Loreintz Rosier  |
| 58 | POR | KP    | Romário Baró     |
| 77 | ECU | KP    | Johan Mina       |
| 90 | CPV | CS    | Gilson Tavares   |
| 92 | POR | CS    | António Xavier   |
| 97 | BRA | V     | Patrick William  |
| 99 | POR | K     | Dani Figueira    |
| -  | ARG | KP    | Lucho Vega       |
| -  | BRA | V     | Raul Silva       |